# بخش مرکزی شهرستان بناب
بخش مرکزی شهرستان بناب تنها بخش شهرستان بناب در استان آذربایجان شرقی در شمال غربی ایران است.

## تقسیمات کشوری
- بخش مرکزی شهرستان بناب
  - دهستان بناجوی شرقی
  - دهستان بناجوی شمالی
  - دهستان بناجوی غربی

شهرها: بناب

## جمعیت
بنابر سرشماری مرکز آمار ایران، جمعیت بخش مرکزی شهرستان بناب در سال ۱۳۸۵ برابر با ۱۲۶۸۸۸ نفر بوده است.